# Ernst Heinrich Leopold Richter
Ernst Heinrich Leopold Richter (Thiergaten, 15 de novembre de 1805 - Steinau de l'Oder, 24 d'abril de 1876) fou un compositor i professor de música alemany.
Primer estudià a Breslau i després a l'Institut Reial de Música religiosa de Berlín, on tingué per mestres en Zelter, i des del 1827 fou professor de música de Breslau (avui Wrocław), càrrec en el qual continuà en ser traslladat aquest establiment a Steinau el 1847.
El seu fill Alfred Richter també fou músic i compositor.

## Obres
- Una Missa;
Motets;
Salms;
Cantates;
Cors per a veus d'homes;
Lieder;
peces per a orgue;
una simfonia;
El contrabandista, òpera còmica.